# Pauridiantha liebrechtsiana
Pauridiantha liebrechtsiana är en måreväxtart som först beskrevs av De Wild. och Théophile Alexis Durand, och fick sitt nu gällande namn av Ntore och Steven Dessein. Pauridiantha liebrechtsiana ingår i släktet Pauridiantha och familjen måreväxter. Inga underarter finns listade i Catalogue of Life.